# Jennifer Evans-van der Harten
Jennifer (Jenny) Evans-van der Harten (Mijdrecht, 20 februari 1980) is een Nederlands muzikant en singer-songwriter

## Biografie
Van der Harten werd in 1980 geboren in Mijdrecht en begon op vijfjarige leeftijd klassieke piano te spelen. Ze begon met het bespelen van de NeoCeltic-harp in haar tienerjaren. Van der Harten volgde muziekonderwijs aan het Conservatorium van Amsterdam en een opleiding Ierse harp bij Janet Harbison in Ierland. Ze speelde bij verschillende groepen zoals Anúna (Ierland), Shantalla (België) en Lazarus Harps (VS) en trad in 2002 toe bij de pagan-folkband Omnia. 
Van der Harten is getrouwd met collega-bandlid Steve Evans die na het huwelijk net zoals zij zijn achternaam wijzigde in Evans-van der Harten.

## Discografie
- Beltaine (2000, soloalbum)
- OMNIA "3" (2003, met Omnia)
- Crone of War (2004, met Omnia)
- Live Religion (2004, met Omnia)
- PaganFolk (2006, met Omnia)
- Alive! (2007, met Omnia)
- World of Omnia (2009, met Omnia)
- Wolf Love (2010, met Omnia)
- Musick and Poëtree (2011, met Omnia)
- Live on earth (2012, met Omnia)
- Earth Warrior (2014, met Omnia)
- Naked Harp (2015, soloalbum)
- Prayer (2016, met Omnia)
- Reflexions (2018, met Omnia)